# Kuivaselkä
Kuivaselkä är en del av en sjö i Finland.   Den ligger i landskapet Södra Savolax, i den sydöstra delen av landet, 290 km nordost om huvudstaden Helsingfors. Kuivaselkä ligger 62 meter över havet.